# Oscar Otte
Oscar Otte (* 16. Juli 1993 in Köln) ist ein deutscher Tennisspieler.

## Karriere
2015 war Oscar Otte Deutscher Tennismeister geworden. Im Endspiel in Biberach an der Riß bezwang er Jan Choinski mit 6:3 und 6:1. Bis Mitte 2017 war Otte vor allem auf der ITF Future Tour und seitdem auf der ATP Challenger Tour aktiv. Auf der Future Tour gewann er 8 Titel im Einzel und 15 weitere im Doppel, davon zwölf mit seinem Kölner Clubkameraden Andreas Mies.
Zu Beginn des Jahres 2017 konnte Otte drei Futures hintereinander gewinnen, wodurch er zwischenzeitlich auf Platz 358 der Weltrangliste stand und Ende April bei einem Challenger-Turnier, dem China International Challenger Qingdao 2017 im chinesischen Qingdao überraschend als Qualifikant das Finale erreichte, wo er Janko Tipsarević unterlag. Vor dem Turnier gelang ihm lediglich ein Sieg auf der Challenger-Ebene. Zudem erreichte er mit Mies das Finale im Doppel. In der Folgewoche erreichte Otte im mit 150.000 Dollar am besten dotierten Challengerturnier in Kunming erneut das Halbfinale, wo er Quentin Halys in drei Sätzen unterlag. Seine Weltranglistenposition schraubte er damit weiter auf Rang 223 hoch. Zwei Wochen später konnte er schließlich in Rom seinen ersten Challenger-Titel an der Seite von Andreas Mies im Doppel holen. Seinen ersten Einzeltitel gewann er in Lissabon, als er im Finale den Top-100-Spieler Taro Daniel in drei Sätzen bezwang. Ein weiterer Erfolg war das Erreichen der Halbfinals in Braunschweig und Alphen aan den Rijn. Das Jahr beendete er auf Platz 131 der Weltrangliste, zwei Plätze hinter seinem Karrierehoch vom 16. Oktober 2017.
In seinem ersten Jahr, in dem er keine Futures mehr spielen musste, konnte er keinen Titel gewinnen. In Zhuhai stand er das erste Mal in diesem Jahr in einem Challenger-Halbfinale. Im Juni unterlag er in seinem dritten Challengerfinale in Ilkley gegen Serhij Stachowskyj. Als Lucky Loser erreichte Otte in Paris sein erstes Grand-Slam-Hauptfeld, obwohl er in der Qualifikation bereits das entscheidende Match verloren hatte. Er verlor dann gegen Matteo Berrettini in vier Sätzen. Den ersten Sieg auf der ATP Tour verbuchte er im Oktober in Stockholm, wo er kurioserweise zweimal nacheinander gegen Jürgen Zopp gewann, der nach der Niederlage gegen Otte als Lucky Loser ins Hauptfeld nachgerückt war. Schließlich verlor er gegen Tennys Sandgren. Sein Ranking war im Vergleich zum Vorjahr mit Platz 167 etwas schlechter. Anfang 2019 verpasste Otte nur knapp die Qualifikation zu den Australian Open, als er gegen Rudi Molleker im Finale der Qualifikation unterlag. In Yokohama und Francavilla erreichte er sein viertes und fünftes Challengerfinale, konnte aber beide Male nicht siegreich bleiben. Wie bereits im Vorjahr konnte er als Lucky Loser ins Hauptfeld der French Open aufrücken. Diesmal gewann er aber sein Erstrundenmatch gegen Malek Jaziri. In der zweiten Runde unterlag er Roger Federer in drei Sätzen. Zwei weitere Male schaffte es Otte 2019 noch in den Main Draw von Turnieren der ATP Tour 250, verlor jedoch beide Male zum Auftakt. Sein Ranking Ende des Jahres war mit Rang 163 ähnlich wie im Vorjahr.
2020 fiel Otte kurzzeitig aus den Top 200, erreichte aber dann im August bei zwei Challengers das Finale. In Ostrava unterlag er noch dem durchstartenden Aslan Karazew, in seinem siebten Challengerfinale in Aix-en-Provence konnte er im Finale Thiago Seyboth Wild besiegen. In seiner Heimatstadt Köln kämpfte sich Otte in beiden aufeinanderfolgenden Ausgaben des ATP-Turniers jeweils durch die Qualifikation. In der ersten Ausgabe verlor er im Achtelfinale gegen Radu Albot, in der zweiten dem Argentinier Leonardo Mayer ebenfalls im Achtelfinale. Das Jahr schloss Otte auf Platz 140 ab. Bis Mai verlief die Zeit für ihn ohne große Höhepunkte. Einzig der Finaleinzug, der mittlerweile achte, in Prag war ein Erfolg. Er verlor dort gegen Tallon Griekspoor. Durch drei Siege konnte sich Otte Ende Mai 2021 zum dritten Mal für die French Open qualifizieren, wo er in der ersten Runde Alexander Zverev in fünf Sätzen unterlag.
Bei den US Open 2021 schaffte Oscar Otte über die Qualifikation den Sprung ins Hauptfeld. Mit Drei-Satz-Siegen gegen Lorenzo Sonego sowie Denis Kudla zog er in die dritte Runde gegen Andreas Seppi ein und besiegte mit 6:3, 6:4, 2:6 und 7:5 auch diesen. Dadurch zog er erstmals bei einem Grand-Slam-Turnier ins Achtelfinale ein. Dieses verlor er mit 4:6, 6:3, 3:6 und 2:6 gegen Matteo Berrettini, nachdem er sich im vierten Satz bei einem Sturz die Spielhand verletzte.
Beim ATP-Turnier in München Ende April 2022 erreichte er sein erstes Halbfinale auf der ATP Tour.
Im März 2022 wurde er erstmals für die deutsche Davis-Cup-Mannschaft nominiert, blieb aber ohne Einsatz.

### Karriere als Vereinsspieler
Von 2011 bis 2019 spielte Otte für den KTHC Stadion Rot-Weiss. 2011 stieg er mit Köln aus der 2. Bundesliga in die Regionalliga ab. 2014 gelang ihm mit dem KTHC als Aufsteiger aus der Regionalliga der Durchmarsch in der 2. Liga und der Aufstieg in die 1. Bundesliga, wo er von 2015 bis  2019 spielte. Seit 2020 spielte er für den TC Bredeney in der 2. Bundesliga, 2022 stieg er mit der Mannschaft in die 1. Bundesliga auf, mit der er 2023 den Meistertitel holte.

## Erfolge
| Legende (Anzahl der Siege)  |
| --------------------------- |
| Grand Slam                  |
| ATP World Tour Finals       |
| ATP World Tour Masters 1000 |
| ATP World Tour 500          |
| ATP World Tour 250          |
| ATP Challenger Tour (7)     |

### Einzel

#### Turniersiege
| Nr. | Datum              | Turnier              | Belag         | Finalgegner         | Ergebnis       |
| --- | ------------------ | -------------------- | ------------- | ------------------- | -------------- |
| 1.  | 18. Juni 2017      | Lissabon             | Sand          | Taro Daniel         | 4:6, 6:1, 6:3  |
| 2.  | 13. September 2020 | Aix-en-Provence      | Sand          | Thiago Seyboth Wild | 6:2, 6:74, 6:4 |
| 3.  | 31. Oktober 2021   | Ismaning             | Teppich (i)   | Lukáš Lacko         | 6:4, 6:4       |
| 4.  | 14. November 2021  | St. Ulrich in Gröden | Hartplatz (i) | Maxime Cressy       | 7:65, 6:4      |
| 5.  | 28. November 2021  | Bari                 | Hartplatz     | Daniel Masur        | 7:5, 7:5       |

### Doppel

#### Turniersiege
| Nr. | Datum         | Turnier | Belag | Partner      | Finalgegner                       | Ergebnis           |
| --- | ------------- | ------- | ----- | ------------ | --------------------------------- | ------------------ |
| 1.  | 12. Mai 2017  | Rom     | Sand  | Andreas Mies | Kimmer Coppejans Márton Fucsovics | 4:6, 7:612, [10:8] |
| 2.  | 3. April 2021 | Oeiras  | Sand  | Mats Moraing | Riccardo Bonadio Denis Jewsejew   | 6:1, 6:4           |

#### Finalteilnahmen
| Nr. | Datum           | Turnier | Belag         | Partner        | Finalgegner                       | Ergebnis         |
| --- | --------------- | ------- | ------------- | -------------- | --------------------------------- | ---------------- |
| 1.  | 2. Oktober 2022 | Sofia   | Hartplatz (i) | Fabian Fallert | Rafael Matos David Vega Hernández | 6:3, 5:7, [8:10] |

## Abschneiden bei Grand-Slam-Turnieren

### Einzel
| Turnier         | 2017 | 2018 | 2019 | 2020 | 2021 | 2022 | 2023 | Karriere |
| --------------- | ---- | ---- | ---- | ---- | ---- | ---- | ---- | -------- |
| Australian Open | —    | Q1   | Q3   | Q1   | Q1   | 2    | 1    | 2        |
| French Open     | Q3   | 1    | 2    | Q2   | 1    | 1    | 1    | 2        |
| Wimbledon       | Q1   | Q1   | Q2   |      | 2    | 3    | 2    | 3        |
| US Open         | —    | Q1   | Q2   | —    | AF   | 1    | —    | AF       |

Zeichenerklärung: S = Turniersieg; F, HF, VF, AF = Einzug ins Finale / Halbfinale / Viertelfinale / Achtelfinale; 1, 2, 3 = Ausscheiden in der 1. / 2. / 3. Hauptrunde; Q1, Q2, Q3 = Ausscheiden in der 1. / 2. / 3. Qualifikationsrunde; nicht ausgetragen